# Eurydome (maan)

Eurydome, of Jupiter XXXII is een natuurlijke satelliet van Jupiter. De maan werd ontdekt in 2001 door astronomen van de Universiteit van Hawaï onder leiding van Scott S. Sheppard.
Eurydome is 3 kilometer in doorsnee en draait om Jupiter met een gemiddelde afstand van 23,146 Gm in 717,31 dagen.
Eurydome is genoemd naar Eurydome, een van de Charites.